# Siegel der Konföderierten Staaten von Amerika

Siegel der Konföderierten Staaten von Amerika

Das Siegel der Konföderierten Staaten von Amerika war das offizielle Dienstsiegel und Hoheitszeichen der Konföderierten Staaten von Amerika von 1863 bis 1865.

## Bedeutung
Das Siegel stellt in der Mitte den auf einem Schimmel reitenden George Washington dar, ähnlich einem der Reiterstandbilder in Richmond. Washington ist umgeben von einem Kranz aus Weizen, Mais, Tabak, Baumwolle, Reis und Zuckerrohr, welche die wichtigsten landwirtschaftlichen Produkte der Südstaaten darstellten.
Auf dem Rand des Siegels steht auf Englisch The Confederate States of America: 22 February 1862 („Die Konföderierten Staaten von Amerika: 22. Februar 1862“) sowie in Latein Deo Vindice („Mit Gott als unserem Beschützer“). Das Datum bezeichnet den Tag der Vereidigung des ersten und einzigen Präsidenten der Konföderierten Staaten, Jefferson Davis. Zugleich ist der 22. Februar der Geburtstag George Washingtons.

## Geschichte
Das Siegel wurde am 30. April 1863 vollendet. Bei einem Gravierer in England wurden Negativstempel und eine Druckpresse bestellt, die aber wegen der Blockade nur bis Bermuda kam. 
Die silbernen Stempel gingen nach dem Krieg in Privatbesitz über und sind heute Teil des Konföderiertenmuseums in Richmond. Die Presse gehört dem Bermuda National Trust in Saint George’s und ist mit Kopien der Stempel bestückt.